# You Would Have Loved This
«You Would Have Loved This» es el tercer sencillo del material discográfico Henkäys ikuisuudesta, de la cantante solista Tarja Turunen. Fue lanzado el 25 de octubre de 2006.

## Canciones
1. You would have loved This (versión de radio)
Música y Letra: Cory Connors
2. Walking in the Air (versión del sencillo)
Música y Letra: Howard Blake
3. You would have love This (versión del sencillo)
Música y Letra: Cory Connors